# Talita Angwarmasse
Talita Angwarmasse (Deventer, 18 oktober 1979) is een Nederlands zangeres, danseres en actrice. In 2009 was zij te zien als Rusty in de musical Footloose.

## Biografie
De eerste kennismaking met Talita Angwarmasse kreeg het Nederlandse televisiepubliek door een optreden van haar in de Soundmixshow in 1996, waar ze in de huid kroop van Janet Jackson. Ze wilde verder groeien in het artiestenvak en heeft daarom vanaf 1997 de dansopleiding musicaltheater aan de Dansacademie Lucia Marthas gevolgd en deze in 2001 afgerond. Hierna volgden direct diverse rollen in Nederlandse en buitenlandse musical- of theaterproducties. Incidenteel was ze op de buis te zien. Ook is zij af en toe als achtergrondzangeres te horen, bijvoorbeeld bij Postmen en Leona Philippo.
In 2007 deed Angwarmasse een gooi naar een belangrijke rol in de musical Fame door deelname aan het televisieprogramma De weg naar Fame, uitgezonden door RTL 4. Uiteindelijk was ze een van de vier winnaars, Angwarmasse verdiende door haar overwinning de rol van Mabel en was dan ook als zodanig in 2008 in vele theaters te zien. Voorjaar 2008 werd bekend dat Angwarmasse opnieuw een belangrijke rol gaat spelen, nl. Rusty in Footloose. Als voorproefje hiervan zong en danste ze op het Musical Awards Gala 2008 en op de Uitmarkt 2008, samen met haar toekomstige collega's, enkele nummers uit deze nieuwe dansmusical. In het seizoen 2009/2010 zal Angwarmasse te zien zijn in twee producties van het orkest van de Koninklijke Luchtmacht, het Concert for Freedom zal vanaf 8 januari 2010 te zien zijn. In november 2009 heeft Angwarmasse het nummer On the Edge ingezongen, een productie van Kok-Hwa Lie en Jasper Kerkhof. Hiervan is ook een videoclip verschenen. In 2011 was Talita betrokken bij 'Sunday Night Fever' als backing Vocal.

## Theater
- Saturday Night Fever (2001, Nederland) - Linda Manero en ensemble
- Aǐda (2002, Nederland) - ensemble en understudy Amneris en Nehebka
- Miami Nights (2003, Duitsland) - hoofdrol Laura Gomez
- Love me just a little bit more (2004, Nederland) - Tina
- Jesus Christ Superstar (2005, Italië) - Maria Magdalena
- Saturday Night Fever (2005, Duitsland) - Annette
- Fame (2006, Duitsland) - Mabel
- The Beatles in Concert (2007, Nederland) - theaterconcert van het Orkest van de Kon. Luchtmacht
- Fame (2008, Nederland) - Mabel en understudy Carmen
- Fame (2008, België) - Carmen
- Footloose (2009, Nederland) - Rusty
- Relatie Concerten (2009, Nederland) - theaterconcert van het Orkest van de Kon. Luchtmacht
- Concert for Freedom (2010, Nederland) - theaterconcert van het Orkest van de Kon. Luchtmacht
- Soul of Motown (2010/2011, Nederland) - theaterconcert Soliste.
- Tribute 2 Michael Jackson (2011, Nederland) - theaterconcert van het orkest van de Kon. Luchtmacht.
- The songs from the sister act (2011, Nederland)
- Soul of motown (2011–2012 Nederland)
- Aida in Concert (2012, Nederland)
- Daddy Cool (2012, Mallorca)Ensemble
- Show Me (2012–2014) Friedrichstadt-Palast Berlijn, soliste
- The Wyld (2014–2016) Friederichstadt-Palast Berlijn, soliste
- Hair (musical) (2016–2017) - alternate June
- The Bodyguard (musical) (2017) - alternate Rachel Marron
- On Your Feet!(2017–2018) - Ensemble, Alternate Consuelo, Cover Gloria Fajardo
- Caro (theatershow) (2018 - heden) - Mevrouw Tijd (in wisselende bezetting met Laurie Reijs, Lisanne Streukens, Linda Hibma, Myrthe Boerebach, Marleen de Vries, Julia Berendse)
- The Bodyguard (musical) (2023) - alternate Rachel Marron
- Aida (musical) (2023- 2024) - alternate Aida

## Televisie
- Soundmixshow (1996) - als Janet Jackson
- De Band (2003, komische serie van de VARA over de verwikkelingen in een popband) - Monique
- De weg naar Fame (2007) - kandidaat en winnares van rol Mabel Washington
- Angwarmasse was daarnaast te zien in de Sterrenplaybackshow, in Uuhh...Vergeet je Tandenborstel niet en Monte Carlo

## Stemmenwerk
- True Jackson, VP (2009), Nickelodeon, als True Jackson.
- Rags (2012), Nickelodeon, als Kadee Worth
- DuckTales (2017), titelsong
- Encanto (2021), Señora Ozma
- Pinocchio (2022), de Blauwe Fee
- Vaiana 2 (2024), overige stemmen

## Prijzen
- In 2008 was Angwarmasse genomineerd voor de John Kraaijkamp Musical Award in de categorie Beste Vrouwelijke Bijrol in een Grote Productie voor haar rol van Mabel in Fame.
- In 2009 was Angwarmasse genomineerd voor de John Kraaijkamp Musical Award in de categorie Beste Vrouwelijke Bijrol in een Grote Productie voor haar rol van Rusty in Footloose.